# Antonio Cifariello
Pour les articles homonymes, voir Cifariello.
Antonio Cifariello, né à Naples le 19 mai 1930 et mort à Lusaka (Zambie) le 12 décembre 1968, est un acteur italien.

## Biographie
Antonio Cifariello est le deuxième fils du sculpteur Filippo Cifariello (1864-1936). Il est diplômé du Centro sperimentale di cinematografia de Rome et joue dans un premier long métrage en 1952 dans Eran trecento... de Gian Paolo Callegari.
Il joue dans de nombreux films, dans des rôles du beau jeune homme séducteur, typiques de la comédie italienne, pour des réalisateurs tels que Vittorio De Sica, Federico Fellini, Dino Risi, Luigi Comencini, Mario Camerini et Valerio Zurlini. Pour ce dernier, il joue son meilleur personnage, celui du protagoniste dans Les Jeunes Filles de San Frediano.
Il participe à plusieurs séries télévisées, dont Il dottor Antonio (1954), d'après le roman de Giovanni Ruffini.
Il se marie avec l'actrice Patrizia Della Rovere (it) avec qui il a un fils, le musicien Fabio Cifariello Ciardi (it).
Au début des années 1960, il décide de travailler à l'étranger pour renforcer son image et tourne en Espagne et aux États-Unis. Son avant-dernier film, Les Enfants du capitaine Grant, produit par Walt Disney est réalisé par Robert Stevenson.
À la fin des années 1960, l'acteur effectue — pour un documentaire pour la chaîne de télévision RAI — de nombreux voyages à travers le monde. C'est au cours de l'un d'eux qu'il perd la vie en Zambie, victime d'un accident d'avion, à seulement 38 ans.

## Filmographie partielle
- 1952 : Eran trecento... (aussi La spigolatrice di Sapri) de Gian Paolo Callegari : sergent Cafiero
- 1953 : L'Amour à la ville (L'Amore in Città), segment Une agence matrimoniale de Federico Fellini : le journaliste
- 1953 : Sous les mers d'Afrique (Africa sotto i mari), de Giovanni Roccardi : Pierluigi / Fabio Montale
- 1954 : Le Carrousel fantastique (Carosello napoletano), d'Ettore Giannini : Don Armando
- 1955 : Ces demoiselles du téléphone (Le signorine dello 04), de Gianni Franciolini : Amleto
- 1955 : La Belle de Rome (La Bella di Roma), de Luigi Comencini : Mario
- 1955 : Cette folle jeunesse (Racconti romani) de Gianni Franciolini : Otello
- 1955 : Les Jeunes Filles de San Frediano (Le Ragazze di San Frediano), de Valerio Zurlini : Andrea Sernesi (Bob)
- 1955 : Pain, amour, ainsi soit-il (Pane, amore e...), de Dino Risi : Nicola Pascazio
- 1957 : Ces sacrés étudiants (Noi siamo le colonne) de Luigi Filippo D'Amico : Ugo Stefani
- 1958 : La mina de Giuseppe Bennati : Stefano
- 1958 : Les Jeunes Maris (Giovani mariti), de Mauro Bolognini : Ettore
- 1960 : Brevi amori a Palma di Majorca, de Giorgio Bianchi : Ernesto
- 1960 : Les Amants de la terre de feu (Questo amore ai confini del mondo), de Giuseppe Maria Scotese : Walter
- 1962 : Une dame aux camélias (La Bella Lola), d'Alfonso Balcázar : Javier
- 1962 : Les Enfants du capitaine Grant (In Search of the Castaways), de Robert Stevenson : Chef indien
- 1962 : La Sage-femme, le Curé et le Bon Dieu (Jessica) d'Oreste Palella (it) et Jean Negulesco : Gianni Crupi